# بر پشت فرشتگان
بر پشت فرشتگان (به انگلیسی: On the Backs of Angels) نام یک تک‌آهنگ از گروه پراگرسیو متال دریم تیتر، از یازدهمین آلبوم استدیویی آن‌ها، دگرگونی ناگهانی رویدادها، می‌باشد. این آهنگ توسط جان پتروچی تهیه‌کننده و گیتاریست، جان میانگ نوازنده گیتار بیس و جردن رودس نوازنده کیبورد گروه نوشته شده‌است.
«بر پشت فرشتگان» به عنوان تک‌آهنگ مقدم دگرگونی ناگهانی رویدادها در ۲۹ ژوئن ۲۰۱۱ از طریق یوتیوب منتشر شد. این آهنگ در مراسم گرمی سال ۲۰۱۲ نامزد دریافت جایزه بهترین اجرای هارد راک/متال شد.

## نماهنگ
نماهنگ این اثر در ۱۴ سپتامبر ۲۰۱۱ منتشر گردید. این نماهنگ اعضای گروه را در حال نواختن آهنگ نشان می‌دهد و همچنین تصاویری از کاخ سفید، شهر‌های مختلف آمریکا، معابد و پول به تصویر کشیده می‌شود. نماهنگ با طلوع خورشید تمام می‌گردد.